# Повіт Сува
Пові́т Су́ва (яп. 諏訪郡, すわぐん, МФА: [suwa guɴ]) — повіт у префектурі Наґано, Японія.
Станом на 2014 рік, населення повіту становить 43 298 чоловік з густотою населення 170 персон на км². Загальна площа становить 254,79 км².[джерело?]